# Процес на Бландфорд – Знайек
Процесът на Бландфорд–Знайек е механизъм за извличане на енергия от въртяща се черна дупка, въведен от Роджър Бландфорд и Роман Знаек през 1977 г. Този механизъм е най-предпочитаното описание на това как релативистични струи се образуват около въртящи се свръхмасивни черни дупки. Това е един от механизмите, които захранват квазарите или бързо нарастващите свръхмасивни черни дупки. Най-общо казано, било е демонстрирано, че изходната мощност на акреционния диск е значително по-голяма от изходната мощност, извлечена директно от отвора, през неговата ергосфера. Следователно наличието (или не) на полоидално магнитно поле около черната дупка не е определящо за нейната обща мощност. Предполага се също, че механизмът играе решаваща роля като централен двигател за изблик на гама лъчи.

## Физика на механизма
Както при процеса на Пенроуз, ергосферата играе важна роля в процеса на Бландфорд – Знейек. За да се извлече енергия и ъглов момент от черната дупка, електромагнитното поле около нея трябва да бъде променено от магнитосферни токове. За да се задвижат такива токове, електричното поле не трябва да бъде напълно екранирано и, съответно, вакуумното поле, създадено в ергосферата от далечни източници, трябва да има неекраниран компонент. Най-приемливият начин това да се постигне е чрез е± каскада на двойки в силно електрично и радиационно поле. Тъй като ергосферата кара магнитосферата вътре в нея да се върти, изходящият поток на ъглов момент води до извличане на енергия от черната дупка.
Процесът на Бландфорд – Знейек изисква акреционен диск със силно поле в полоидалната посока около въртяща се черна дупка. Магнитното поле извлича енергията на въртене, а мощността може да се оцени като енергийна плътност на цилиндъра на скоростта на светлината, умножена по площта:
{\displaystyle P=B^{2}\left({\frac {r}{r_{c}}}\right)^{4}r_{c}c={\frac {B^{2}r^{4}\omega ^{2}}{c}},}
където B е силата на магнитното поле, {\displaystyle r_{c}} е радиусът на Шварцшилд, а ω е ъгловата скорост.